# La primera noche (pel·lícula colombiana)
La primera noche és una pel·lícula dramàtica colombiana dirigida per Luis Alberto Restrepo i protagonitzada per Carolina Lizarazo, John Alex Toro, Hernán Méndez, Enrique Carriazo, Andrea Castaño i Julián Román. La pel·lícula va guanyar 18 premis internacionals i va ser la representant de Colòmbia per als Premis Oscar de 2004 en la categoria de Millor Pel·lícula de Llengua Estrangera. A pesar que la pel·lícula va ser molt aclamada, després de ser llançada en alguns festivals arreu dels Estats Units, mai va arribar als grans cinemes. Després de tres anys de presentació en sales, la pel·lícula va ser llançada en DVD als Estats Units el 30 de gener de 2007.

## Sinopsi
La primera noche conta la història d'un parell de camperols que han estat desplaçats del seu territori, en el qual han viscut la seva infància i la seva joventut, i han estat brutalment enviats a enfrontar els carrers d'una ciutat desconeguda, enorme i despietada. Els conflictes d'aquest país condemnen a Toño i Paulina, els protagonistes, a l'exili. Cadascun d'ells se sent només, incapaç d'assumir el dolor de l'altre i molt menys veure's a si mateixos com a part d'una parella.

## Repartiment
- Carolina Lizarazo
- John Alex Toro
- Hernán Méndez
- Enrique Carriazo
- Andrea Castaño
- Julián Román

## Nominacions i premis
- Festival de Cinema Llatinoamericà de Tolosa de Llenguadoc de 2003: Premi Rail d'Oc.[3]
- Festival Internacional de Cinema de Cartagena de Indias de 2003: Premi Índia Catalina d'Or al millor actor (Jhon Alex Toro), a la millor fotografia i a la millor opera prima[4]
- Festival Internacional de Cinema de Mar del Plata de 2003: Premi Roberto Tato Miller[5]
- Festival de Cinema Hispà de Miami 2004: Premi Garsa d'Or.[6]